# Erisma djalma-batistae
Erisma djalma-batistae là một loài thực vật có hoa trong họ Vochysiaceae. Loài này được Paula mô tả khoa học đầu tiên năm 1967.